# Jatirejo (Ngampel)
Jatirejo is een bestuurslaag in het regentschap Kendal van de provincie Midden-Java, Indonesië. Jatirejo telt 2746 inwoners (volkstelling 2010).